# Lhota pod Radčem
Lhota pod Radčem település Csehországban, Rokycanyi járásban. Lhota pod Radčem Plískov, Sirá, Těškov, Drahoňův Újezd és Přívětice településekkel határos. Lakosainak száma 313 fő (2024. január 1.).

## Népesség
A település lakosságának változását az alábbi diagram mutatja:
| Lakosok száma | 848  | 640  | 513  | 380  | 273  | 321  | 323  | 317  | 320  | 313  |
|               | 1869 | 1900 | 1921 | 1961 | 1980 | 2011 | 2016 | 2019 | 2021 | 2024 |